# Систем антарктичке повеље
Антарктичка повеља и сродни договори, заједнички названи Систем антарктичке повеље (енгл. Antarctic Treaty System или ATS), регулишу међународне односе везане за Антарктик, једини ненасељени континент на Земљи. Зарад система повеља, Антарктик је дефинисан као целокупно копно и све ледене плоче јужно од 60°Ј. Повељу је потписало дванаест земаља, укључујући Совјетски Савез и Сједињене Америчке Државе. Повељом је на Антарктику забрањена војна активност, а дозвољена су научна истраживања. Ово је први договор о контроли наоружања направљен током Хладног рата.

## Систем антарктичке повеље

### (Основна) антарктичка повеља
Основна повеља је била отворена за потписе 1. децембра 1959. године, а званично је ступила на снагу 23. јуна 1961. године. Оснивачи овог договора су 12 земаља активних на Антарктику током међународне геофизичке године: Аргентина, Аустралија, Белгија, Чиле, Француска, Јапан, Нови Зеланд, Норвешка, Јужна Африка, Совјетски Савез, Уједињено Краљевство и Сједињене Америчке Државе (које су отвориле Амундсен-Скотову станицу на Јужном полу током те међународне геофизичке године.

#### Чланови Антарктичке повеље
- Члан 1 - простор треба да буде коришћен само у мирнодопске сврхе; забрањене су војне активности као што је тестирање оружја, али војно особље и опрема могу бити коришћени за научна истраживања или у ма коју другу мирнодопску сврху;
- Члан 2 - слобода научних истраживања, као и научна сарадња треба да буду настављене;
- Члан 3 - омогућава се слободна размена информација и особља у сарадњи са Уједињеним нацијама и другим међународним агенцијама;
- Члан 4 - не признају се и не доводе у питање старе, нити се стварају нове територијалне претензије; нове територијалне претензије неће бити прихваћене док је повеља на снази;
- Члан 5 - забрањују се нуклеарне експлозије и складиштење радиоактивног отпада;
- Члан 6 - Повељом се обухвата све копно и све ледене плоче јужно од 60°00' јужне географске ширине;
- Члан 7 - посматрачи земаља потписница имају слободан приступ, укључујући и посматрање терена, на свим просторима и могу прегледати све станице, инсталације и опрему; мора се унапред дати обавештење о свим активностима која обухватају увођење војног особља;
- Члан 8 - јурисдикцију над посматрачима и научницима имају њихове земље;
- Члан 9 - потребно је вршити честе консултације међу потписницима повеље;
- Члан 10 - земље потписнице ће бити против ма каквих активности ма које земље на Антарктику у случају да су активности у супротности са Повељом;
- Члан 11 - стране у сукобу треба да решавају спорове мирно или, у крајњем случају, путем Међународног суда правде
- Члан 12, 13, 14 - ови чланови се односе на подршку, интерпретацију и измене Повеље од стране укључених нација.

Главни циљ овог система повеља је обезбеђивање, у интересу целокупног човечанства, да Антарктик увек буде коришћен искључиво у мирнодопске сврхе и да не постане предмет међународних спорова. Повеља забрањује сваку активност војне природе, али не забрањује војно особље као такво. Она, такође, одлаже решавање питања територијалних претензија које неке земље имају, а које нису признате од стране других.

### Остали договори
Остали договори -- око 200 препорука је усвојено на саветодавним састанцима везаним за Повељу и усвојено од стране влада. Договори укључују:
- Договорене мере за чување антарктичке фауне и флоре (1964) (ступило на снагу 1982)
- Конвенција за очување антарктичких фока (1972)
- Конвенција за очување антарктичких морских живих ресурса (1980)
- Конвенција о регулацији активности везаних за антарктичке минералне ресурсе (1988) (иако је потписана 1988, ускоро је одбачена и никада није ступила на снагу)
- Протокол Антарктичке повеље о заштити животне средине потписан 4. октобра 1991. а ступио на снагу 14. јануара 1988; овај договор спречава развој индустрије, експлоатације сваке врсте природних ресурса, чиме чува природу Антарктика. Протокол има пет анекса и то о загађењу мора, фауни и флори, разраду утицаја на природу, управљање отпадом и заштићене просторе. Протокол забрањује све врсте активности (осим научних) везане за минералне изворе.

## Састанци
Саветодавни састанци Антарктичке повеље (енгл. Antarctic Treaty Consultative Meetings, ATCM) је међународни форум за управљање регионом. Само 28 од 45 страна у договору имају право да учествују на тим састанцима. Те стране су консултативне стране и уз дванаест оснивача укључују још шеснаест земаља које су показале свој интерес путем одржавања научних активности на Антарктику.

## Чланице
| земља                                 | оснивач    | саветујућа            | придружена            |
| ------------------------------------- | ---------- | --------------------- | --------------------- |
| Аргентина претензије*                 | 1961-06-26 | 1961-06-26            |                       |
| Аустралија претензије                 | 1961-06-23 | 1961-06-23            |                       |
| Аустрија                              |            |                       | 1987-08-25            |
| Белгија                               | 1960-07-26 | 1960-07-26            |                       |
| Бразил                                |            | 1983-09-12            | 1975-05-16            |
| Бугарска                              |            | 1998-05-25            | 1978-09-11            |
| Канада                                |            |                       | 1988-05-04            |
| Чиле претензије*                      | 1961-06-23 | 1961-06-23            |                       |
| Народна Република Кина                |            | 1985-10-07            | 1983-06-08            |
| Колумбија                             |            |                       | 1989-01-31            |
| Куба                                  |            |                       | 1984-08-16            |
| Чешка (као Чехословачка)              |            |                       | 1962-06-14            |
| Данска                                |            |                       | 1965-05-20            |
| Еквадор                               |            | 1990-11-19            | 1987-09-15            |
| Естонија                              |            |                       | 2001-05-17            |
| Финска                                |            | 1989-10-09            | 1984-05-15            |
| Француска претензије                  | 1960-09-16 | 1960-09-16            |                       |
| Немачка Немачка Демократска Република |            | 1981-03-03 1987-10-05 | 1979-02-05 1974-11-19 |
| Грчка                                 |            |                       | 1987-01-08            |
| Гватемала                             |            |                       | 1991-07-31            |
| Мађарска                              |            |                       | 1984-01-27            |
| Индија                                |            | 1983-09-12            | 1983-08-19            |
| Италија                               |            | 1987-10-05            | 1981-03-18            |
| Јапан                                 | 1960-08-04 | 1960-08-04            |                       |
| Холандија                             |            | 1990-11-19            | 1967-03-30            |
| Нови Зеланд претензије                | 1960-11-01 | 1960-11-01            |                       |
| Северна Кореја                        |            |                       | 1987-01-21            |
| Норвешка претензије                   | 1960-08-24 | 1960-08-24            |                       |
| Папуа Нова Гвинеја                    |            |                       | 1981-03-16            |
| Перу                                  |            | 1989-10-09            | 1981-04-10            |
| Пољска                                |            | 1977-07-29            | 1961-06-08            |
| Румунија                              |            |                       | 1971-09-15            |
| Русија (Совјетски Савез)**            | 1960-11-02 | 1960-11-02            |                       |
| Словачка (као Чехословачка)           |            |                       | 1962-06-14            |
| Јужна Африка                          | 1960-06-21 | 1960-06-21            |                       |
| Јужна Кореја                          |            | 1989-10-09            | 1986-11-28            |
| Шпанија                               |            | 1988-09-21            | 1982-03-31            |
| Шведска                               |            | 1988-09-21            | 1984-03-24            |
| Швајцарска                            |            |                       | 1990-11-15            |
| Турска                                |            |                       | 1996-01-25            |
| Украјина                              |            | 2004-05-27            | 1992-10-28            |
| Уједињено Краљевство претензије*      | 1960-05-31 | 1960-05-31            |                       |
| Сједињене Америчке Државе**           | 1960-08-18 | 1960-08-18            |                       |
| Уругвај                               |            | 1985-10-07            | 1980-01-11            |
| Венецуела                             |            |                       | 1999-05-24            |

* Претензије се преклапају.
** Резервисано право на претензије.
На крају 2004. године постојало је 45 земаља потписница Повеље: 28 саветујућих и 17 придружених. Саветујуће чланице (имају право гласа) укључују и седам земаља које имају претензија према деловима Антарктика. 20 земаља које немају претензије не признају претензије других.

## Правни систем
Антарктик нема владу. Различите земље имају претензија према деловима Антарктика, али највећи број њих не признаје те претензије. Простор између 90 степени западно и 150 степени западно је једино копно на Земљи према коме ниједна земља нема претензија.

### Аргентина и Чиле
Према аргентинским прописима, сваком злочину изведеном у кругу од 50 km од ма које аргентинске базе биће суђено у Ушуаји (као престоници Тијере дел Фуега, Антарктика и Јужних Атлантских Острва). У делу Аргентинског Антарктика, над којим претензија има и Чиле, особа којој се суди може поднети молбу за трансфер у Чиле.

### Сједињене Америчке Државе
Закон САД, укључујући одређене криминалне радње од стране грађана САД или према тим грађанима, као што је убиство, може бити примењен на просторима која нису под јурисдикцијом других земаља. Зато су САД поставиле специјалног изасланика из Одељења за ванредне послове Министарства правде САД на Антарктик, како би обезбедио постојање правне принуде ( Архивирано на веб-сајту  (5. фебруар 2012)).
Неки закони САД директно се примењују на Антарктику. На пример, Акт за очување Антарктика, 16 U.S.C. део 2401 et seq. омогућава грађанске и кривичне казне за следеће активности (осим ако нису одобрене статутом):
- узимање домородачких сисара и птица;
- увођење недомородачких биљака и животиња;
- улаз у посебно заштићене или научне области;
- отпуштање или одлагање отпада;
- увоз одређених ствари са Антарктика у САД.

Остале информације даје Канцеларија за поларне програме САД Националне научне задужбине.